# Керрік-а-Рід
Канатний міст Керрік-а-Рід (англ. Carrick-a-Rede Rope Bridge, назву можна перевести як «Камінь на дорозі») — канатний міст, що розташований у  Північній Ірландії на північному узбережжі графства Антрім, неподалік від містечка Беллікасл.
Цей міст був побудований у 17 столітті рибалками для доступу до острівця Керрік, повз якого пролягали шляхи міграції лосося. Згодом тут переловили майже всю рибу, в результаті чого промисел зійшов нанівець, проте з кожним роком це місце ставало все більш популярним у туристів.
Міст розташований на тридцятиметровій висоті і зроблений тільки з дерева і канатів. За рік сюди приїжджає приблизно 250 тисяч туристів, охочих пройтися по цьому мосту, а також насолодитися прекрасним краєвидом на море і чистим повітрям. Для тих, хто дуже втомився від переходу по мосту на острів, надається можливість дістатися назад на човні. Для зручності туристів міст реконструювали в 1970 році, додавши перила і зменшивши зазори між дошками. Сучасний міст був побудований в 2008 році: конструкція з використанням високоміцних тросів і ялин, здатна витримати вагу до десяти тисяч тонн, обійшлася в 16 тисяч фунтів. З моста відкривається краєвид на жерло сплячого стародавнього вулкана, а також на навколишні скелі і острів Ратлін.